# Toromiro
De toromiro (Sophora toromiro) is een kleine boom die endemisch was op Paaseiland. Op de Rode Lijst van de IUCN is de soort geclassificeerd als uitgestorven in het wild.
Het is een struik of tot 5 m hoge boom met een 10-50 cm dikke stam en een roodachtige, in de lengterichting gegroefde schors. De bladeren zijn 4,2-7,4 cm lang en zijn oneven geveerd in 1,0-1,5 × 0,3-0,5 cm grote, smal-ovale, gele tot heldergroene, wit be haarde deelblaadjes De bloemen groeien in bladokselstandige trossen en zijn 1,5-3 cm lang en hebben een gele, circa 2,7 × 1,8 cm grote bloemkroon. In het midden van de bloem bevinden zich tien meeldraden en een vruchtbeginsel. De peulvruchten (in cultuur nooit waargenomen) die na bestuiving worden gevormd, zijn tot 10 cm lang, bruin van kleur en bestaan uit tot zeven kamers met daarin per kamer een 4-5 × 3,5-4 mm groot, geel, bolvormig tot ellipsoïd zaad.

## Verdwijnen
Naast de vernietiging van de habitat van de plant door directe menselijke activiteiten voor de aanleg van landbouwgronden en het gebruik van het hout van de plant heeft ook de introductie van exotische, invasieve plantensoorten en het uitzetten van schapen, konijnen, varkens, paarden en rundvee geleid tot het verdwijnen van de oorspronkelijke vegetatie en de ondergang van de toromiro.
De laatste overlevende plant werd in 1917 door Carl Skottsberg waargenomen in de krater van de vulkaan Rano Kau. Dit exemplaar overleefde tot 1960. Zaden van deze plant die in de periode 1955-1956 door Thor Heyerdahl werden verzameld, kwamen terecht bij Göteborgs botaniska trädgård.

## Herintroductie
Er is een organisatie opgericht, genaamd Toromiro Management Group (TMG), die zich bezighoudt met het behoud van deze soort. Bij dit samenwerkingsverband zijn diverse botanische tuinen en onderzoeksinstituten aangesloten, onder andere Royal Botanic Gardens, Kew en Göteborgs botaniska trädgård. Het uiteindelijke doel is om een levensvatbare populatie van de toromiro op Paaseiland uit te zetten in het wild. Hiervoor coördineert de organisatie onderzoek naar de genetische diversiteit van de planten in cultivatie in diverse tuinen, archeologische studies en experimentele herintroducties van de plant in het wild. De angst bestaat dat planten in cultivatie in werkelijkheid hybriden zijn van de toromiro en een andere soort uit hetzelfde geslacht.
Omdat de plant vorstgevoelig is, wordt hij in gematigde streken gekweekt in broeikassen.